# کتابخانه ملی جامائیکا
کتابخانه ملی جامائیکا کتابخانه ملی کشور جامائیکا است. این کتابخانه در خیابان ۱۲ شرقی در کینگستون، جامائیکا واقع شده است. کتابخانه ملی جامائیکا دسترسی به مجموعه‌های مختلف از ادبیات جامائیکا، نقشه‌ها، فیلم‌ها، روزنامه‌ها، عکس‌ها و سایر موارد را فراهم می‌کند.

## تاریخچه
این کتابخانه در سال ۱۹۷۹ توسط قانون مؤسسه جامائیکا، ۱۹۷۸ از مجموعه کتابخانه مرجع هند غربی، که توسط فرانک کندال در سال ۱۸۹۴ ایجاد شده‌بود، تأسیس گردید کتابخانه ملی جامائیکا بخشی از مؤسسه جامائیکا است. شکل‌گیری کتابخانه تحت تأثیر پیشنهادهایی بود که خواستار چنین مؤسسه‌ای شده‌بودند که توسط انجمن کتابخانه جامائیکا و سایر سازمان‌های علاقه‌مند شناسایی شد.

## بخش‌ها
این کتابخانه از سه بخش تشکیل شده است:
خدمات فنی
- خدمات سمعی و بصری و میکروگرافیک
- تحقیق و اطلاعات
- حفظ و نگهداری
- مجموعه‌های ویژه

شبکه‌ها و خدمات کاربر
- فهرست نویسی
- توسعه مجموعه‌ها
- سیستم‌های شبکه اطلاعات
- توسعه منابع دیجیتال

خدمات شرکتی
- حساب‌ها
- مدیریت و مدیریت منابع انسانی